# Casa particular
Casa particular (tiếng Tây Ban Nha có nghĩa là "nhà riêng"; số nhiều casas particulares) là một thuật ngữ chỉ nhà riêng hoặc ở với người bản xứ tại Cuba, rất giống với thuật ngữ bed and breakfast mặc dù nó cũng có thể có dạng thuê để nghỉ. Khi ý nghĩa đã rõ ràng nó có thể được tóm gọn lại bằng từ casa.